# Терор проти Євромайдану
Терор проти Євромайдану, злочинні дії проти учасників Євромайдану в січні 2014 року досягли значних масштабів. Викрадення людей, тортури, надмірне і незаконне використання сили проти учасників протестів, журналістів і просто проти випадкових людей, підпали автомобілів мали місце в Києві, Харкові та інших містах України.

## Тортури
При затриманні міліцією значна кількість затриманих була жорстоко побита. Жорстокого побиття зазнавали журналісти під час освітлення подій Євромайдану. 
Також тортури застосовувались при викраденні людей.

### «Беркут»
23 січня в інтернеті оприлюднено ролик, на котрому видно, як силовики з «Беркуту» та Внутрішніх військ знущались з затриманої на Грушевського людини: роздягнули догола на морозі, знімали оголену на фото та відео, після чого без одягу відправили у автобус. На тілі людини помітно величезні синці, а на шоломі одного з силовиків — номер частини 228. Колишній голова київської міліції Віталій Ярема впізнав ще декількох силовиків, за його словами, це підрозділ № 3027 «Омега» розквартирований в Нових Петрівцях (Межигір'я). Людиною, над котрою знущались, виявився Михайло Гаврилюк, доброволець з Четвертої козацької сотні самооборони, родом з Чернівецької області. Затягнутий силовиками у автозак, він по дорозі у відділок кілька разів втрачав свідомість, тому звідти його забрала «Швидка допомога», а згодом з лікарні — колишні воїни-афганці. За його словами, був захоплений силовиками тому, що відступав останнім, намагаючись допомогти контуженому гранатою. Але скандальним відео знущання над ним не обмежувались:

| «Мене схопили, затягли до себе і почали бити. Вони повалили мене на землю, ставили ноги на голову і так фотографувалися. Це в них була така розвага. Били всі по черзі. А потім хтось запропонував відрізати мені чуба. Вони тримали мою голову і по частинах відрізали чуба ножем. ... Вони створили коридор і вимагали, щоб я крізь нього пройшов, але я не виконав їхні накази.» |
Міціціонеру, котрий не побоявся оприлюднити в інтернеті знущання над Михайлом Гаврилюком, довелось спішко покинути Україну. Перед тим правоохоронець, котрий до цього пропрацював в МВС 12 років, написав рапорт на звільнення та дав інтерв'ю ТСН, в якому, зокрема, сказав:

| Я навіть не знаю, слово яке підібрати... Ну, це навіть не обурення. Прикро стало за те, що відбувається тотальна брехня. І в це вірять. «...» Співробітники спецпідрозділів, коли відчувають, що вони захищені - у плані, їх не знімає відеокамера, їх ніхто не бачить, вони мають перевагу в силі і знаходяться в масках, тобто вони вважають, що їм це зійде з рук. |.
Того ж дня Громадське телебачення наживо транслювало розповідь 17-річного студента, котрого 20 січня під час зйомки на мобільний телефон подій на Грушевського схопили й потягли до Маріїнського парку, де прогнали через «живий коридор» з 40-50 бійців «Беркуту», кожен з яких його бив руками та ногами. Також різали ножем та оббризкали перцевим газом, зламали руку. Знущались морально, зокрема допитувались: «рос. Ну и где твой Бандера, почему он тебя не спасет?», між собою спілкувались також російською мовою. Рапорт про його затримання підписав заступник командира «Беркуту» у Харківській області майор Василенко.
23 січня силовики спецпідрозділу «Беркут» також вивезли на приватній машині до лісу Олександру Хайлак, волонтера медичної служби Майдану: били, відібрали всі документи, ліки від астми, залишивши тільки мобільний телефон. Перед тим, «за інформацією активіста Майдану Ігоря Жданова, „Беркут“ возив Хайлак по райвідділках Києва, однак жодне з РВВС не хотів її приймати.»

## Пошкодження автомобілів активістів Євромайдану
Підпали, побиття автомобілів та пошкодження шин набули масового характеру. В більшості випадків пошкодження автомобілів було здійснено невстановленими особами, і розслідування цих випадків не привело до вияснення особистостей злочинців.
В деяких випадках пошкодження автомобілів було зафіксовано на відео, наприклад, побиття автомобіля співробітниками "Беркуту"  . Невдовзі один із нападників був ідентифікований, він виявився водієм місцевого начальника "Беркуту"

## Залякування
Про погрози та залякування в адрес багатьох активістів Євромайдану повідомляли в ЗМІ.
Очевидці придушення так званого «бунту в Партії Регіонів» (розкольницьких настроїв), говорили про те, що Президент обіцяв «всіх закатати в асфальт», після чого фракція ПР практично одноголосно зголосилися проголосувати за провладний законопроєкт.

## Замовники і організатори
Замовниками злочинних переслідуваннь, викрадення активістів, терору проти окремих активістів Євромайдану опозиція називала чинну владу України.

## Реакція міжнародної спільноти
Представник Управління Верховного комісара ООН у справах біженців Руперт Колвілл  закликав до розслідування випадків зникнення і катування людей, заявили про те, що влада України має встановити обставини всіх випадків викрадень, тортур і загибелі людей, що відбулися під час антиурядових виступів:
«Ми приголомшені повідомленнями про загибель людей, які надходять з Києва в останні дні. Усі ці випадки мають бути негайно, ретельно і незалежно розслідувані»

## Жертви та постраждалі

### Постраждалі від тортур та насильства
При затриманні учасників мирних протестів багатьох із них було жорстоко побито. Повідомлялись про випадки катування уже після затримання. Серед постраждалих багато журналістів. Від насильства постраждали також волонтери, які надавали медичну допомогу та юристи (захисники активістів).
Серед відомих постраждалих:
- Дмитро Булатов
- Вербицький Юрій Тарасович - помер після катувань[18]
- Тетяна Чорновол
- Ігор Луценко
- Ілля Шутов
- Андрія Дзиндзя - журналіст, активіст Дорожнього контролю
- Віктор Смалій - адвокат активіста Андрія Дзиндзі [17]